# Kutkihirse
Kutkihirse oder Kleine Hirse (Panicum sumatrense, Syn.: Panicum miliare auct. non Lam.) ist eine Getreideart und Nutzpflanze aus der Familie der Süßgräser (Poaceae).

## Beschreibung
Diese Getreideart ähnelt im Habitus der Rispenhirse, ist aber kleiner. Es ist eine einjährige krautige Pflanze, die aufrecht oder mit geknickten Halmen wächst und Wuchshöhen von 0,3 bis 1 m erreicht. Die Laubblätter sind linealisch, die Spreiten manchmal behaart, mit häutig-behaarter Ligula. Die Rispen sind 4 bis 15 cm lang mit 2 bis 3,5 mm langen Grannen. Die Karyopse ist rund und glatt, braun, 1,8 bis 1,9 mm lang.
Die Chromosomenzahl beträgt 2n = 36.

## Systematik
Nach R. Govaerts ist Panicum sumatrense Roth ex Roem. & Schult. ein Synonym von Panicum flexuosum Retz.
Es wurden zwei Unterarten beschrieben:
- Panicum sumatrense Roth ex Roem. & Schult. subsp. psilopodium (Trin.) De Wet
- Panicum sumatrense Roth ex Roem. & Schult. subsp. sumatrense

## Vorkommen
In den temperaten Zonen Asiens: Kaukasus, China, Ostasien wie auch in Tropen des Kontinents: Indien, Indochina und Malaysia. Der Anbau kann in Indien bis auf 2000 m reichen.
Diese Getreideart wird in Indien und Sri Lanka auf ärmsten Böden angebaut und erträgt Trockenheit wie Staunässe gleich gut.

## Anbau und Verwendung
Größere Anbaugebiete liegen in Zentralindien. Gewöhnlich wird die Pflanze in Drillsaat ausgebracht. Sie können falls erforderlich auch verzogen werden.
Die grüne Pflanze wird teilweise auch dem Vieh verfüttert. Das Stroh wird in Kombination mit Lehm oder Zement für Bauzwecke verwendet.
Körnerertrag: etwa 2,3 bis 9 dt/ha.

## Zubereitungen
Die Hirsekörner werden wie Reis gekocht. Manchmal wird die Hirse auch gemahlen und verbacken. Der Eiweißgehalt im Korn liegt bei 7,7 %.